# Sleepy John Estes in Europe
Sleepy John Estes in Europe — студийный альбом американского блюзового музыканта Слипи Джона Эстеса, выпущенный в 1965 году на лейбле Delmark. Продюсером стал Роберт Г. Кёстер. Вышел в серии «Roots of Jazz».

## Об альбоме
| Оценки критиков | Оценки критиков |
| Источник        | Оценка          |
| --------------- | --------------- |
| Allmusic        | [ 1 ]           |

В 1964 году Эстес посетил с гастролями Европу, он побывал в Дании, Франции, Швеции, Германии и Англии. Этот альбом состоит из двух студийных сессий: 9 октября 1964 на Metronome Records в Копенгагене, Дания и 24 октября 1964 на Olympic Sound Studios в Лондоне, Великобритания. В первой сессии Эстес играет на гитаре и поёт сольно, а на второй — ему аккомпанирует Хэмми Никсон на губной гармонике и джаге (только «I’m a Tearing Little Daddy» и «You Oughtn’t Do That»). В основном Эстес здесь перезаписал свои старые песни, например, «Drop Down Mama», «Airplane Blues», «Need More Blues», «Vernita Blues» и др., которые он записывал ещё в 1935—37 гг. для Decca с тем же самым Никсоном на гармонике.
В США альбом вышел в 1965 году на лейбле Delmark Роберта Г. Кёстера в серии «Roots of Jazz». Спродюсирован альбом в сотрудничестве с Dansk Grammophonpladerforlag.
В 1999 году альбом был переиздан Delmark на CD и дополнен двумя неизданными треками «I’m Tearing Little Daddy» [альтернативный дубль] и «Blues for JFK».

## Список композиций
| №  | Название                     | Автор(ы)        | Длительность |
| -- | ---------------------------- | --------------- | ------------ |
| 1. | «Needmore Blues»             | Джон Адам Эстес | 4:10         |
| 2. | «Who's Been Tellin' You»     | Джон Адам Эстес | 4:55         |
| 3. | «Airplane Blues»             | Джон Адам Эстес | 2:45         |
| 4. | «Vernita»                    | Джон Адам Эстес | 3:30         |
| 5. | «Denmark Blues»              | Джон Адам Эстес | 2:30         |
| 6. | «I'm a Tearing Little Daddy» | Джон Адам Эстес | 2:25         |

| №  | Название                   | Автор(ы)        | Длительность |
| -- | -------------------------- | --------------- | ------------ |
| 1. | «I Stayed Away Too Long»   | Джон Адам Эстес | 2:45         |
| 2. | «Drop Down Mama»           | Джон Адам Эстес | 4:25         |
| 3. | «The Woman I Love»         | Джон Адам Эстес | 4:25         |
| 4. | «You Oughtn't Do That»     | Джон Адам Эстес | 2:45         |
| 5. | «Easin' Back to Tennessee» | Джон Адам Эстес | 4:40         |

| №  | Название                                           | Автор(ы)        | Длительность |
| -- | -------------------------------------------------- | --------------- | ------------ |
| 1. | «I'm Tearing Little Daddy»» (альтернативный дубль) | Джон Адам Эстес | 2:29         |
| 2. | «Blues for JFK»                                    | Джон Адам Эстес | 6:28         |

## Участники записи
- Слипи Джон Эстес — вокал и гитара
- Хэмми Никсон — губная гармоника (2, 4, 6, 7, 8, 9, 10, 12, 13) и джаг (6, 10, 12)
- Роберт Г. Кёстер — продюсер, руководитель выпуска альбома, автора текста
- Питер Дж. Уэлдинг — текст [обложка]